# Colfax Township (comté de Harrison, Missouri)
Pour les articles homonymes, voir Colfax Township.
Colfax Township est un township du comté de Harrison dans le Missouri, aux États-Unis,.